# Nicolás de Ribera y Laredo
Nicolás de Ribera y Laredo, El Viejo (Olvera, 1487-Lima, 1563) fue un conquistador castellano establecido en el Virreinato del Perú. Participó en los viajes de descubrimiento del Perú, siendo uno de los Trece de la Fama, encomendero en Ica, fundador y primer alcalde ordinario del Cabildo de Lima.

## Biografía

### Primeros años
Sus padres fueron el capitán Alonso de Ribera y Valdivieso, alcalde de la villa de Olvera, de la Casa de Ribera, emparentado por lo tanto con los Señores de Tarifa y con los Condes de los Molares, y la sevillana Beatriz de Laredo y Esquivel. Fallecida su madre (1521), pasó a Indias con armas y caballos propios (1522).

### Descubrimiento del Perú
En Tierra Firme, se unió a Francisco Pizarro y Diego de Almagro con el propósito de explorar las costas del Mar del Sur desempeñándose como tesorero en las dos primeras expediciones. Luego del primer viaje, mientras Pizarro quedó en Chochama (mayo de 1525), junto con Almagro regresó a Panamá para reparar el navío, reclutar gente y conseguir bastimentos. 
En agosto de 1526, iniciado el segundo viaje, prosiguió la exploración por el río San Juan, la bahía de San Mateo, el pueblo de Atacames, la boca del río Santiago hasta la Isla del Gallo, adonde llegaron en junio de 1527. Ocurrido el arribo de la nave enviada por el gobernador Pedro de los Ríos, fue uno de los 13 expedicionarios que decidió quedarse con Pizarro en la isla, por lo que sería parte de los llamados Trece de la Fama. Al retorno de Bartolomé Ruiz (marzo de 1528), prosiguió la exploración por el litorial ecuatorial y por las costas del norte del Perú. De regreso a Panamá, y mientras Pizarro viajaba a España, se aventuró por el río Chagres, descubriendo la forma de facilitar la comunicación entre el océano Atlántico y Panamá.

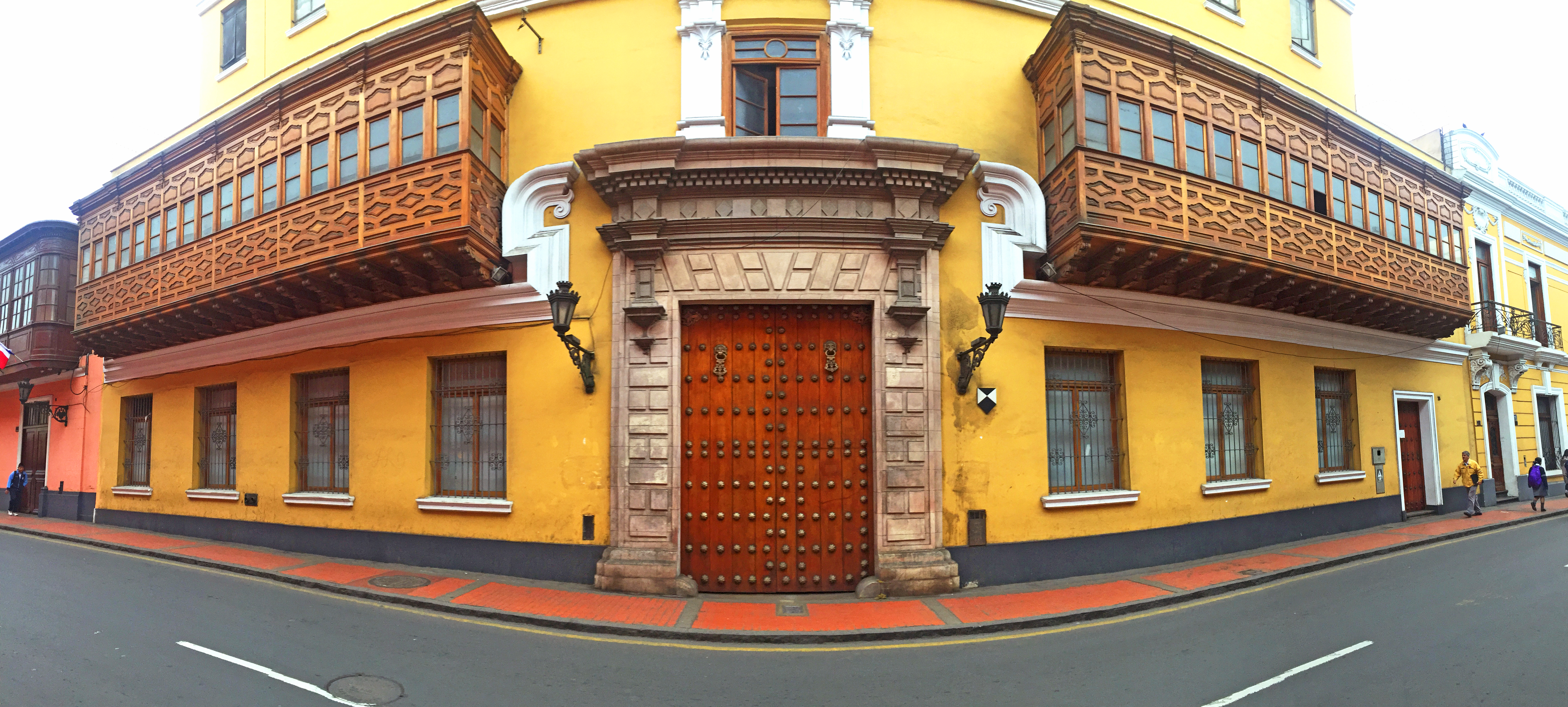
Casa de Nicolás de Ribera y Laredo en Lima

El apelativo de el Viejo respondía a su larga presencia en Lima, pues llegó con Francisco Pizarro y fue vecino de la ciudad por casi treinta años. Si bien fue hombre de confianza de Pizarro, Nicolás de Ribera no estuvo en los sucesos de Cajamarca. Llegó al Perú recién en 1533 junto a Diego de Almagro. Fue el primer alcalde de la ciudad de Lima (1535) y repitió el cargo en 1544, 1546, 1549 y 1554. Fue nombrado corregidor de Lima desde el 29 de diciembre de 1549 hasta el 6 de abril de 1551. Murió en Lima en 1563.

## Matrimonio y descendencia
Casado en Lima (1539) con la criolla Elvira Dávalos y Solier, hija de García de Solier y Gómez de San Clemente, gobernador de Santo Domingo, tuvo la siguiente descendencia:
- Ana de Ribera y Dávalos, casada en primeras nupcias con Francisco de Estupiñán, y luego con el capitán Lorenzo de Estupiñán Figueroa, Alcalde de Lima, con sucesión.
- Leonor de Valenzuela y Ribera, casada con el capitán Rodrigo de Salazar, 'El Corcovado'.
- Alonso Dávalos de Ribera, soltero.
- María Dávalos de Ribera, casada con el encomendero Lucas Martínez Vegazo, y luego con Alonso de Vargas Carvajal, Caballero de Alcántara, Gobernador de Cartagena de Indias y alcalde de Lima en 1598.
- Fray Salvador de Ribera y Dávalos O.P., Obispo de Quito.
- Isabel de Ribera y Solier, casado con el capitán Pedro Ortiz de Zárate y Luyando, Alcalde de Lima en 1579, con sucesión.
- Beatriz de Ribera y Dávalos, soltera.
- Juan Dávalos de Ribera, primer mayorazgo de su casa y tres veces Alcalde de Lima, casado con Leonor de Figueroa y Santillán (hija del gobernador Hernando de Santillán y Figueroa), con sucesión.
- José de Ribera y Dávalos, varias veces Alcalde de Lima, casado con Catalina de Alconchel y Aliaga, con sucesión.

A sus descendientes se les concedieron los condados  de Santa Ana de las Torres y de Casa Dávalos
| Predecesor: Nuevo cargo                     | Alcalde ordinario de Lima Primer voto 1535  | Sucesor: Francisco de Godoy |
| Predecesor: Pedro Martín de Sicilia         | Alcalde ordinario de Lima Segundo voto 1546 | Sucesor: Juan Fernández     |
| Predecesor: Francisco Velásquez de Talavera | Alcalde ordinario de Lima Primer voto 1554  | Sucesor: Rodrigo Niño       |